# Даниел Асенов
Даниел Асенов е български боксьор. Участник на Летните олимпийски игри в Рио де Жанейро (2016) и Токио (2020). Състезава се за клуб „Априлец“ с треньор Димитър Мутафов. 

## Спортна кариера
Роден е в ямболското село Кукорево през 1997 година. Прякорът си Тайсъна получава от треньора Младен Станев, който открива влиянието на идола на младия боксьор при поведението му на ринга. По-късно започва да тренира бокс при Димитър Мутафов, създател на боксов клуб „Априлец“ (с. Бояджик), който и до днес е негов личен треньор.
През 2013 година печели европейската титла при юношите в категория до 49 kg в Анапа, Русия, а година по-късно я губи от британеца Мохамед Али и остава на второ място. През 2015 година на Европейското първенство по бокс в Самоков обаче следва реванш и Тайсъна печели още една европейска титла, но вече при мъжете, в категория до 52 kg – в схватка именно срещу Мохамед Али.
Даниел бива избран за номер едно при младите спортисти на България за 2015 година в анкета на спортен уебсайт, заема място и в Златната десетка при големите състезатели. Споделя, че принос в изграждането му на ринга има и по-големият му брат – Катин Асенов, който също е боксьор в боксов клуб „Априлец“, но се съревновава в категория до 56 kg. През 2017 г. печели купа Странджа и Европейското първенство по бокс в Украйна.
През август 2017 г. участва в световното първенство в Хамбург, където започва от втори кръг, в който отпада след загуба с 2:3 съдийски гласа срещу шампиона на Азия Ясурбек Латипов.

### Олимпийски игри
Първата си и единствена победа на ринга на олимпийските игри в Рио де Жанейро записва на 13 август. Тогава успява да надвие аржентинеца Фернандо Мартинес с 2:1 гласа. На 15 август Даниел се изправя срещу Мохамед Флиси, от когото пада с 1:2 гласа.

## Успехи
Европейски шампионат:
- . 2015, 2017

Европейски игри:
- . 2019

Купа „Странджа“:
- . 2017, 2019, 2020